# Перша Завадська
Перша Завадська Могила — курган скіфської доби, розташований поблизу с. Гірняцьке Дніпропетровської області.

## Місцезнаходження
Завадські Могили — могильник, який складається з 11 курганів, що розташовані на високому плато лівого берега р. Солоної, до заходу від джерел Завадської балки. Західніше нього розміщувалась група Страшної Могили, а за 3 — 4 км на південь від могильника знаходилась Товста Могила.
Кургани могильника простягаються дугою з південного заходу на північний схід на відстані близько 800 м.

## Історія дослідження
Першу Завадську Могилу було досліджено експедицією під керівництвом Б. М. Мозолевського у 1973 р.

## Опис кургану та знахідок
Висота кургану від рівня сучасної поверхні — 4,35 м, діаметр — 34 м. Схили насипу були обкладені глиною, а потім каменем. Курган оточений потужним ровом з перемичкою в західній частині шириною приблизно 1,5 м. В західній частині рову було виявлено залишки тризни в вигляді кісток тварин, в тому числі серед кісток — дві щелепи, кістки ніг і попереку коня та фрагментів амфор. Фрагменти амфор належать виключно пишногорлим хіоським амфорам. Насип кургану, який мав в первісному вигляді близько 29 м, був складений з безпорядково скинутих плиток дерну. Товщина плиток в середньому 30 см. Центральна частина насипу була зруйнована грабіжницькою ямою діаметром від 14 м зверху до 6 м внизу.
Під курганом були відкриті основна ґрунтова гробниця, яка знаходилась в центральній частині кургану та дві кінські могили. Кінські могили були поміщені поряд, в 1,2 с. на захід від основної гробниці. Основна гробниця в ямі (5х5х4,2 м.) з дерев'яним склепом виявилась повністю розграбованою. Від дерев'яного склепу збереглися сліди перекриття, кутніх стовпів, облицювання стін. Під південною стіною викопаний невеликий підбій, в центрі якого знаходився дерев'яний настил (носилки, ложе ?), на якому лежав покійник. З речей були виявлені: фрагменти щита, панцира, складових поясів, залізне тесло, бронзові наконечники стріл. На порозі підбою знайдені п'ять дерев'яних чаш з золотими оббивками зі зображеннями лежачих оленів, орилиних голів, орлів, які шматували рибу.
В кінській могилі № 1 могильна яма була прямокутною в плані з орієнтацією на захід. В могилі лежав скелет коня головою на схід. Біля скелета та на скелеті коня знайдено: пластинчастий бронзовий налобник; двохчленні залізні вудила з загнутими в петлі кінцями; литі бронзові псалії Г-подібної форми; литі бронзові нащічники в вигляді крила з черешком в двох екземплярах; бронзове кільце від повода; цільнолиті бронзові підвіски; фрагменти ременів із шкіри.
В кінській могилі № 2, яка була розташована безпосередньо на північ від могили № 1 були поховані двоє коней. Коні лежали вздовж могили на правому боці головами в різні сторони. В могилі було знайдено: дві пари вудил; литі бронзові псалії; чотири однакових бронзових нащічники, на яких були зображені стилізовані тварини з довгими і декілька разів закрученими внизу хвостами; литий бронзовий наносник в формі крила.